# Клисура (Карлово)
Клисура (буг. Клисура) је место у Бугарској, у Пловдивској области, општина Карлово, у близини Копривштице. Место има 1478 становника по последњем бугарском попису, и најпознатије је по "Априлском устанку", чије су вође биле управо у Клисури. Место има свој Историјски музеј, цркву Светог Николаја, и у њој се налази кућа Христа Димова, оснивача прве бугарске штампарије у Пловдиву, као и куће предводника устанка. Налази се близу ауто-пута Софија-Бургас, 105 километара источно од Софије.

## Историја
Мештанин, Христо Даноф је наручио једну српску књигу издату 1855. године у Земуну.